# Teglingen
Teglingen liegt im südöstlichen Stadtgebiet von Meppen in Niedersachsen und hatte 2007 auf einer Fläche von 10,47 km² 768 Einwohner.

## Geschichte
Der Grabhügel von Meppen-Teglingen ist eine Anlage der Einzelgrabkultur (EGK) aus der Jungsteinzeit (etwa 2800–2300 v. Chr.).
Im Zweiten Weltkrieg kam es am 8. März 1944 zu einem Flugzeugabschuss über Teglingen, als ein US-amerikanischer Bomber von deutschen Flakstellungen unter Beschuss genommen wurde. Das Flugzeug stürzte im Teglinger Moor ab. Alle 10 Besatzungsmitglieder überlebten und wurden gefangen genommen.
2020 stellte der Heimatverein Teglingen zur Erinnerung an das Geschehen eine Informationstafel nahe der Absturzstelle auf. 
In den 1950er Jahren wurde der Dortmund-Ems-Kanal ausgebaut. Bei Teglingen wurde eine neue Schleusengruppe gebaut (zwei Schleusen von 165 m und 100 m Nutzlänge;  Fallhöhe 7,5 m), damit die alte Kanalstufe Meppen entfallen konnte. 
Am 1. März 1974 wurde Teglingen in die Kreisstadt Meppen eingegliedert (im Zuge der Gebietsreform in Nordrhein-Westfalen).
Ortsvorsteher ist Heinz Hackmann.
Vereine
- Schützenverein St. Hubertus Teglingen (200 Mitglieder)
- Sportverein Teglingen 1957 e. V. (900 Mitglieder)
- Heimatverein Teglingen 2006 e. V.

## Namensherkunft
Teglingen wurde im 9. Jahrhundert als Tehtlingi (h wie ch gesprochen) erwähnt. Das Bestimmungswort techt bezeichnet einen Gerichtsplatz. Das Grundwort linge bezeichnet einen Wasserlauf, Bach. Im Ganzen wird hier eine Gerichtsstätte an einem Wasserlauf benannt. An diesem Ort befand sich ein Markengerichtsplatz, auf dem noch etwa bis 1700 das bäuerliche Holzgericht (Hölting) abgehalten wurde.

## Einwohnerentwicklung
| Jahr | Einwohner |
| ---- | --------- |
| 1821 | 294       |
| 1848 | 290       |
| 1871 | 289       |
| 1885 | 266       |
| 1905 | 315       |

| Jahr | Einwohner |
| ---- | --------- |
| 1925 | 452       |
| 1933 | 511       |
| 1939 | 552       |
| 1946 | 685       |
| 1950 | 712       |

| Jahr | Einwohner |
| ---- | --------- |
| 1956 | 580       |
| 1961 | 568       |
| 1971 | 588       |
| 2005 | 771       |
| 2007 | 768       |

## Persönlichkeiten
- Carsten Schlangen (* 1980), Mittelstreckenläufer, stammt aus Teglingen